# Japansk lupinväppling
Japansk lupinväppling (Thermopsis lupinoides) är en ärtväxtart som först beskrevs av Carl von Linné, och fick sitt nu gällande namn av Heinrich Friedrich Link. I den svenska databasen Dyntaxa används istället namnet Thermopsis fabacea. Enligt Catalogue of Life ingår Japansk lupinväppling i släktet lupinväpplingar och familjen ärtväxter, men enligt Dyntaxa är tillhörigheten istället släktet lupinväpplingar och familjen ärtväxter. Arten har ej påträffats i Sverige. Inga underarter finns listade i Catalogue of Life.